# Baptiste Reynet
Baptiste Reynet, né le 28 octobre 1990 à Romans-sur-Isère, est un footballeur français qui joue au poste de gardien de but de 2008 à 2024. 
Baptiste Reynet se révèle lors de la saison 2011-2012 avec le Dijon FCO, et dont il porté les couleurs à 235 reprises au cours des sept saisons disputées entre 2011 et 2013, puis entre 2014 et 2018. Après avoir connu les affres de la relégation avec Toulouse FC en 2020, puis avec Nîmes en 2021, le portier revient une troisième fois à Dijon. Il rejoint l'UD Ibiza en 2023 pour sa dernière saison avant de prendre sa retraite en 2024.

## Biographie

### Enfance et formation
Baptiste Reynet est passionné de rugby mais se met au football pour être avec ses amis. Il débute avec le ballon rond à l'Union sportive de Mours-Saint-Eusèbe. Il a ensuite l’opportunité d’intégrer l'ASOA Valence, le club professionnel de la région, basé près de chez ses parents. Il y passe trois saisons mais perd le plaisir de jouer, devant la pression de la compétition et pense à retenter le rugby.
Baptiste décide d’arrêter à Valence pour retourner à Mours-Saint-Eusèbe, chez ses parents. Il retrouve le goût du football aux côtés de ses amis. Après sa première année en 18 ans, son entraîneur l’envoi faire un essai à l'AS Nancy-Lorraine, qui ne conserve pas Baptiste. Le portier prend alors goût et transmet des CV dans plusieurs clubs du sud de la France.

### Début en amateur à Martigues
À la suite de ses candidatures spontanées, le FC Martigues le recrute pour jouer après un essai.
Baptiste Reynet commence sa carrière au FC Martigues, en CFA. Il quitte le club à l'issue de la saison 2010-2011 et signe au Dijon FCO, équipe fraîchement promue en Ligue 1. 

### Révélation avec Dijon et départ à Lorient
Arrivé dans le rôle de doublure de Jean-Daniel Padovani, Patrice Carteron, l'entraîneur de Dijon, décide de le titulariser lors de la 2e journée de Ligue 1. Baptiste Reynet prend alors place dans les buts de Dijon et réalise de multiples arrêts, mais qui n'empêchent pas la défaite des siens deux buts à zéro. Lors de la journée suivante contre le FC Lorient, il est de nouveau titularisé et réalise un match plein en repoussant toutes les offensives des attaquants lorientais. Explosif et bon sur sa ligne, il réussit ses premiers pas en Ligue 1 et s'impose durablement dans les cages dijonnaises malgré les difficultés défensives de son équipe qui sera l'équipe ayant encaissé le plus de buts durant saison 2011-2012.
Le 22 août 2011, il est appelé par Erick Mombaerts pour intégrer l'équipe de France espoirs.
Le 22 août 2013, son transfert vers le FC Lorient est confirmé. Il y paraphe un contrat de quatre ans.

### Retour et confirmation à Dijon
Un an plus tard, il fait son retour en Bourgogne sous forme de prêt avant d'y être transféré définitivement le 2 février 2015 dans le cadre du transfert de l'ailier Romain Philippoteaux vers le club breton.
Au terme de la saison 2016-2017, Baptiste Reynet est nommé aux Trophées UNFP dans la catégorie "meilleurs gardiens de Ligue 1".

### Relégations à Toulouse puis Nîmes
Le 29 juin 2018, il signe officiellement au Toulouse FC pour 4 ans. 
À la suite de l'arrivée de Lovre Kalinić le 20 janvier 2020, il refuse de faire le déplacement à Lyon le 26 janvier 2020 pour le compte de la 21e journée de championnat (défaite 3-0). Le croate connaît alors sa première titularisation sous le maillot toulousain. Présent dans le groupe la semaine suivante pour un déplacement à Amiens, il prend cette fois place sur le banc (22e journée, 0-0). Il supplée Kalinić lors de la 24e journée, victime d'une déchirure à la cuisse gauche face à l'Olympique de Marseille (24e journée, défaite 1-0), avant de se blesser lui-même aux ischio-jambiers mi-février. Il fait son retour dans les cages le 7 mars 2020 face à Dijon (28e journée, défaite 2-1) avant que le championnat ne soit arrêté à cause de la pandémie de Covid-19.
Le Toulouse FC relégué au terme de la saison 2019-2020, il est transféré le 24 juin 2020 au Nîmes Olympique où il s'engage pour deux saisons (1 saison + 1 saison en option en cas de maintien).

### Troisième passage à Dijon
Le 30 juin 2021, libre de tout contrat à la suite de la descente du Nîmes Olympique, un accord est conclu avec le Dijon FCO où il fait son retour pour disputer une 8e saison avec le club. 
Le 5 novembre 2022, lors de la réception de l'EA Guingamp, il devient le joueur le plus capé de l'histoire du club avec 288 apparitions sous le maillot dijonnais, dépassant Stéphane Mangione. Après la relégation du club en fin de saison en National 1, il résilie son contrat.
Après une dernière pige à l'UD Ibiza en troisième division espagnol, il quitte le monde professionnel à l'été 2024.

### Retour au monde amateur
Après sa carrière professionnel, Baptiste Reynet prend une licence amateur dans le club de son enfance à l'US Moursoise en Départemental 1 où il évolue en tant qu'attaquant. Lors de la dernière journée de championnat, il marque sur penalty le but de la victoire qui permet au club de terminer troisième synonyme de montée en Régional 3.

## Statistiques
| Saison                | Club                  | Championnat           | Championnat | Championnat | Coupe nationale | Coupe nationale | Coupe de la Ligue | Coupe de la Ligue | Total | Total |
| Saison                | Club                  | Division              | M.          | B.          | M.              | B.              | M.                | B.                | M.    | B.    |
| 2011-2012             | Dijon FCO             | Ligue 1               | 37          | 0           | 1               | 0               | -                 | -                 | 38    | 0     |
| 2012-2013             | Dijon FCO             | Ligue 2               | 38          | 0           | 1               | 0               | 2                 | 0                 | 41    | 0     |
| 2013-2014             | Dijon FCO             | Ligue 2               | 3           | 0           | -               | -               | 1                 | 0                 | 4     | 0     |
| Sous-total            | Sous-total            | Sous-total            | 78          | 0           | 2               | 0               | 3                 | 0                 | 83    | 0     |
| 2013-2014             | FC Lorient            | Ligue 1               | 6           | 0           | -               | -               | 1                 | 0                 | 7     | 0     |
| 2014-2015             | Dijon FCO (prêt)      | Ligue 2               | 36          | 0           | 1               | 0               | 2                 | 0                 | 39    | 0     |
| 2015-2016             | Dijon FCO             | Ligue 2               | 38          | 0           | -               | -               | 2                 | 0                 | 40    | 0     |
| 2016-2017             | Dijon FCO             | Ligue 1               | 37          | 0           | -               | -               | -                 | -                 | 37    | 0     |
| 2017-2018             | Dijon FCO             | Ligue 1               | 38          | 0           | -               | -               | -                 | -                 | 38    | 0     |
| Sous-total            | Sous-total            | Sous-total            | 149         | 0           | 1               | 0               | 4                 | 0                 | 154   | 0     |
| 2018-2019             | Toulouse FC           | Ligue 1               | 31          | 0           | 1               | 0               | -                 | -                 | 32    | 0     |
| 2019-2020             | Toulouse FC           | Ligue 1               | 23          | 0           | -               | -               | -                 | -                 | 23    | 0     |
| Sous-total            | Sous-total            | Sous-total            | 54          | 0           | 1               | 0               | -                 | -                 | 55    | 0     |
| 2020-2021             | Nîmes Olympique       | Ligue 1               | 38          | 0           | -               | -               | -                 | -                 | 38    | 0     |
| 2021-2022             | Dijon FCO             | Ligue 2               | 36          | 0           | 1               | 0               | -                 | -                 | 37    | 0     |
| 2022-2023             | Dijon FCO             | Ligue 2               | 35          | 0           | -               | -               | -                 | -                 | 35    | 0     |
| Sous-total            | Sous-total            | Sous-total            | 71          | 0           | 1               | 0               | -                 | -                 | 72    | 0     |
| 2023-2024             | UD Ibiza              | Primera Federacion    | 11          | 0           | 1               | 0               | -                 | -                 | 12    | 0     |
| Total sur la carrière | Total sur la carrière | Total sur la carrière | 407         | 0           | 5               | 0               | 8                 | 0                 | 420   | 0     |

## Palmarès

### Distinctions individuelles
- Nommé pour le Trophée UNFP du meilleur gardien de Ligue 1 en 2017.